# Obernkirchen
Obernkirchen város Németországban, azon belül Alsó-Szászország tartományban. Lakosainak száma 9407 fő (2023. december 31.). Obernkirchen Helpsen, Stadthagen és Nienstädt községekkel határos.

## Közigazgatás
A városnak a belváros kívül 4 része van:
| Városrész  | Fő   |
| ---------- | ---- |
| Gelldorf   | 0830 |
| Krainhagen | 1200 |
| Röhrkasten | 0290 |
| Vehlen     | 1230 |

## Népesség
A település népességének változása:
| Lakosok száma | 9302 | 9336 | 9246 | 9288 | 9360 | 9407 |
|               | 2016 | 2017 | 2019 | 2021 | 2022 | 2023 |